# Homo oeconomicus
De homo oeconomicus of economicus (quasi-Latijn, economische mens) is een mensbeeld waarin de mens eerst en vooral een economisch wezen is, dat wil zeggen gericht op de bevrediging van zijn behoeften op efficiënte en rationele wijze – maximalisatie van het verwachte nut of vooruitzicht. Dit mensbeeld wordt sterk geassocieerd met het economisch liberalisme, dat ervan uitgaat dat de behoeftebevrediging door berekenende individuen binnen bepaalde kaders de beste sociaal-economische organisatie zal bewerkstelligen.
De gangbare vertaling van het begrip in de economische wetenschap (preciezer, de rationelekeuzetheorie) is om individuen te modelleren als actoren met een vooraf bepaalde nutsfunctie, die aangeeft welke voorkeuren een persoon heeft voor alle goederen en activiteiten die op de markt worden aangeboden. De mens wordt hier voorgesteld als een perfect rationele consument, die een precieze afweging maakt tussen de hoeveelheid arbeid die hij verricht – een negatief nut – en de goederen die deze consumeert – een positief nut. De keuzes die gemaakt worden zijn niet per se egoïstisch, omdat de nutsfunctie zo ontworpen kan worden dat het plezier van een ander ook nut oplevert.
Een verwant begrip is de calculerende burger in de publiekekeuzetheorie, gebaseerd op een visie waarin burgers worden gezien als consumenten die diensten afnemen van hun overheden.

## Kritieken en alternatieven

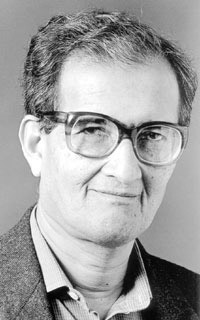
Amartya Sen persifleerde de homo oeconomicus in een beroemde dialoog tussen twee rationele mensen die elk alleen hun eigen nut nastreven:
A: Waar is het postkantoor?
B: Die kant op en kun je meteen deze brief voor me posten?
A: Ja hoor [vastbesloten de envelop te openen om te zien of er iets waardevols in zit]

Het beeld van de mens als enkel gericht op het najagen van nut kent diverse kritieken:
- Het leidt tot een deterministisch mensbeeld, zodra de nutsfunctie vaststaat is de homo oeconomicus alle vrijheid kwijt, althans in economische handelingen, omdat slechts nut-maximalisatie rest.[2]
- Volledige rationaliteit en volledige kennis zijn onmogelijk. Het begrip beperkte rationaliteit en het vakgebied gedragseconomie zijn bedoeld om dit te corrigeren.
- De homo oeconomicus is een asociaal wezen, in de letterlijke zin dat deze niet beïnvloed kan worden door de sociale omgeving. Van de pogingen om sociale interactie aan het model toe te voegen, is geen enkele geaccepteerd geraakt, zodat talloze onderling tegenstrijdige modellen verschillende vormen van sociaal gedrag toestaan.
- Het model van de homo oeconomicus is moeilijk falsifieerbaar. Omdat de veronderstelde nutsfunctie van een persoon niet geobserveerd kan worden, kan vrijwel ieder gedrag ex post als rationeel worden bestempeld; het was blijkbaar in lijn met de nutsfunctie. Zelfs inconsistent gedrag kan weggeredeneerd worden als een nutsfunctie met tijd als parameter.[1]
- De homo oeconomicus is overbodig. Met computersimulaties kunnen alternatieve modellen getoetst worden, waarvan vele dezelfde uitkomsten geven bij het toetsen van economische wetten.

Hoewel veel van de kritiek op de homo oeconomicus gericht is op het realiteitsgehalte, gaat deze volgens Achterhuis voorbij aan de functie die dit mensbeeld heeft. Achterhuis betoogt dat het benoemen van de mens als economisch rationeel een performatieve taalhandeling is en wijst daarbij op psychologisch onderzoek waarin studenten, na het volgen van een economievak, meer geneigd bleken om hun eigen handelen in termen van nut en gewin te bezien dan een controlegroep die een sterrenkundevak volgde.
Lijnrecht tegenover de homo oeconomicus staat het beeld van de homo faber. Een derde variant is de homo sociologicus zoals gedefinieerd door Ralf Dahrendorf.